# Selaginella megastachya
Selaginella megastachya är en mosslummerväxtart som beskrevs av Bak.. Selaginella megastachya ingår i släktet mosslumrar, och familjen mosslummerväxter. Inga underarter finns listade i Catalogue of Life.